# Подразделение 669
Подразделение 669 (ивр. יחידת החילוץ וההצלה בהיטס‎ — «авиационное спасательно-эвакуационное подразделение») — специальное подразделение ВВС Израиля.
Элитное подразделение, предназначено для спасения сбитых летчиков, эвакуации бойцов из-за линии фронта, а также медицинской авиаэвакуации с поля боя.
В качестве рутинной деятельности занимается также эвакуацией граждан (в частности, моряков, заблудившихся в пустыне туристов, жертв автокатастроф из удаленных районов).

## История
Подразделение создано в 1974 году по результатам анализа ситуаций войны Судного дня, когда импровизированные группы авиаэвакуации совершили более 5000 вылетов.
Первоначальной задачей подразделения было только спасение сбитых лётчиков за линией фронта, но со временем задачи расширились до эвакуации из-за линии фронта групп спецназа, а также эвакуации солдат с поля боя и граждан в экстремальных ситуациях.

## Оперативная деятельность
Некоторые средства информации сообщали об участии подразделения в охоте за «Скадами» во время операции «Буря в пустыне».

### Подразделение в Ливанской войне
До полного выхода Израиля из Ливана, за 18 лет боевых действий (1982—2000), подразделение 669 потеряло в Ливане двоих бойцов, шесть человек летных экипажей (включая врачей) и два вертолёта.

### Подразделение во Второй Ливанской войне
На конференции по авиационной медицине в Герцлии (3 января 2007), были сообщены следующие данные:
- Эвакуационно-спасательное подразделение 669 выполнило 94 операции по эвакуации (большинство — под огнём), в ходе которых было вывезено 332 раненных и 16 тел погибших; в общей сложности 90 % раненных, определённых как срочные случаи, эвакуировались вертолётами;
- эвакуация раненного в больницу занимала в среднем 3.5 часа (в ходе боевых действий в Иудее, Самарии и Газе — менее часа);
- на каждый вертолёто-вылет приходится 4.5 эвакуированных (в Иудее, Самарии и Газе — 1.2);
- ни один из раненых не умер на борту вертолёта.

### Гражданские спасательно-эвакуационные работы
За 2008 год подразделение эвакуировало и доставило в госпитали 400 граждан.

## Структура
- Группа извлечения, в составе роты пехоты.
- Группа эвакуации, включающая в себя авиационных врачей, фельдшеров и парамедиков.
- Группа технического обеспечения, ответственная за разработку и эксплуатацию спецсредств.
- Поисковая группа, включающая в себя профессиональных следопытов.
- Школа подразделения.

## Комплектование и знаки различия
Служба в подразделении добровольная и требует прохождения трехдневной серии интенсивных отборочных физических и психологических тестов (гибуш), проверяющих, помимо физической подготовки, силу воли, инициативность и способность к импровизации, сплоченность и ответственность за товарищей в групповой работе.
От новобранцев требуется также умение плавать.
Предъявляются повышенные требования к здоровью — в части могут служить только призывники с наивысшей степенью годности (медицинский профиль 97), что не является обязательным для таких подразделений, как Сайерет Маткаль, Шайетет 13 и Шальдаг.
Период обучения бойцов 669 длится полтора года.

Подразделение использует вертолёты «UH-60 Black Hawk» и CH-53 Sea Stallion.